# Господарський спір
Господа́рський спір — правовий спір в процесі здійснення господарської діяльності, при укладанні, зміні, розірванні і виконанні господарських договорів, у тому числі щодо приватизації майна, та з інших підстав.
Господарський спір, що підлягає вирішенню в установленому законодавством порядку, перетворюється на господарську справу.

## Види господарських спорів
Виділяють види господарських спорів:
- переддоговірні;
- договірні;

- майнові (про витребування майна з чужого незаконного володіння; про стягнення збитків; про постачання недоброякісної, некомплектної продукції, товарів; за розрахунками тощо);
- немайнові (про недійсність актів відповідних органів, про порушення антимонопольного законодавства тощо).

## Вирішення господарських спорів
Господарські спори можуть вирішуватися в досудовому (шляхом надсилання претензії), або судовому порядку.